# 巴林國防軍
巴林國防軍是巴林王國的軍事力量。巴林國防軍由一名陸軍元帥的總司令直接指揮和領導。政府有一名國防部長負責 BDF 在內閣中的代表 。
它擁有約 18,000 名人員，由巴林皇家空軍、巴林皇家陸軍、巴林皇家海軍和巴林皇家衛隊組成。除了巴林國防軍外，還有警察部隊和海岸警衛隊。
2008 年 1 月，王儲薩勒曼被任命為副最高統帥，而 Khalifa bin Ahmed Al Khalifa 被任命為巴林國防軍總司令。巴林國防軍的參謀長是 Theyab bin Saqer Al Noaimi 中將。